# Direzione aziendale
La Direzione aziendale o Management in economia aziendale è il complesso delle funzioni amministrative, direttive e gestionali di un'azienda (sia essa di diritto pubblico o diritto privato). La locuzione viene anche utilizzata per indicare l'insieme delle persone che hanno responsabilità gestionali in azienda ovvero hanno poteri o obblighi decisionali per il bene o business dell'azienda stessa.
Il termine management proviene dalla lingua latina esignifica "condurre per mano".

## Descrizione
L'attività consiste nella guida della gestione aziendale, attraverso la definizione delle strategie, degli obiettivi aziendali e all'insieme delle azioni gestionali volte al loro perseguimento. Fondamentale risulta quindi una buona cultura giuridico-economica per compiere in modo consapevole scelte fondamentali quali quelle concernenti l'impiego delle risorse economiche, delle risorse umane e avere il controllo del governo societario.

### Funzioni e ruoli
La direzione aziendale comporta non solo il coordinamento, la guida di un gruppo di persone, rappresentato dalle risorse umane a disposizione dell'azienda o della parte di azienda (unità organizzativa) sotto la sua responsabilità, ma anche e soprattutto l'assunzione di decisioni di pianificazione e di gestione per garantire l'ottenimento di risultati in linea con gli scopi aziendali ed in grado di soddisfare i soggetti (persone od organizzazioni) portatori di interessi nei confronti dell'azienda, ovvero quelli che in lingua inglese sono gli stakeholder.

### Funzioni dirigenziali secondo Fayol
Secondo Henri Fayol, uno dei fondatori delle scienze manageriali, la dirigenza consiste in cinque funzioni:
- pianificazione, volta a preparare l'organizzazione al futuro, cercando di anticiparlo e predisponendo il conseguente piano d'azione
- organizzazione, volta a predisporre le risorse, comprese quelle umane, dell'organizzazione
- guida, volta ad assicurare il funzionamento delle azioni e dei processi dell'organizzazione
- coordinamento, volto ad assicurare l'allineamento e l'armonizzazione degli apporti delle varie componenti dell'organizzazione
- controllo, volto ad assicurare che le attività e i processi dell'organizzazione si svolgano in accordo con le regole e gli obiettivi stabiliti

### Ruoli dirigenziali secondo Mintzberg
Henry Mintzberg, analizzando il lavoro quotidianamente svolto dai manager in organizzazioni di vario tipo, ha individuato dieci ruoli, tra loro indissolubilmente legati, svolti dal manager nell'azienda, e li ha raggruppati in tre categorie: interpersonali, informativi e decisionali.
In virtù del suo status e dell'autorità formale di cui è investito, il manager svolge i ruoli interpersonali di:
- figura rappresentativa dell'azienda o unità organizzativa con compiti simbolici e cerimoniali
- capo dell'azienda o unità organizzativa, guidando e motivando i subordinati, talvolta anche reclutandoli e formandoli
- collegamento, creando e mantenendo una rete di relazioni anche al di fuori della linea gerarchica

Le relazioni interpersonali danno al manager l'accesso a varie fonti d'informazione per svolgere i ruoli informativi di:
- collettore di informazioni rilevanti, che cerca e raccoglie all'interno e all'esterno dell'azienda
- diffusore di informazioni, che trasferisce ai subordinati all'interno dell'azienda o unità organizzativa
- portavoce dell'azienda o unità organizzativa, fornendo informazioni all'esterno

In virtù delle informazioni di cui dispone e dell'autorità formale di cui è investito, il manager può svolgere i ruoli decisionali di:
- "imprenditore", individuando le opportunità di miglioramento e promuovendo i conseguenti cambiamenti
- gestore di problemi, responsabile delle azioni correttive per fronteggiarli
- allocatore di risorse, che assegna alle varie attività all'interno dell'azienda o unità organizzativa
- negoziatore, partecipando per l'azienda o unità organizzativa a negoziazioni con altre unità organizzative o soggetti esterni

## Proprietà e direzione aziendale
Tutte le aziende hanno necessità della direzione aziendale: nelle imprese di minori dimensioni la relativa funzione è di solito svolta dallo stesso proprietario-imprenditore. Quando le dimensioni aziendali crescono, alcune delle funzioni della direzione aziendale vengono delegate a dei dipendenti, i dirigenti e questa separazione tra proprietà e management è ancora più accentuata nelle imprese di grandi dimensioni, strutturate sotto forma di società per azioni, dove i proprietari-azionisti nominano un consiglio di amministrazione il quale, a sua volta, nomina i dirigenti. Nelle aziende private e nelle aziende pubbliche la direzione aziendale è svolta dagli organi di governo, che si avvalgono di dirigenti.
Da quanto detto emerge come sia limitativa l'accezione, diffusa nel linguaggio comune, che tende ad identificare il dirigente d'azienda con il titolare della direzione aziendale.

### Livelli
Si suole distinguere le funzioni della direzione aziendale in base a distinti livelli di responsabilità e autorità:
- l'alta direzione (detto anche top o senior management) comprende quel numero ristretto di persone (presidente, amministratore delegato, direttore generale, segretario generale ecc.) che ha responsabilità e autorità sull'intera azienda. I dirigenti apicali (direttore generale, segretario generale, ecc) rispondono direttamente agli organi di governo, dei quali in certi casi sono anche componenti.
- la dirigenza (detta anche middle management) ha responsabilità e autorità su parti dell'azienda (unità organizzative), risponde all'alta dirigenza e occupa posizioni intermedie tra questa e il livello operativo. Comprende, quindi, i responsabili delle cosiddette direzioni intermedie, siano esse di tipo funzionale o divisionale, e ad essi è frequentemente attribuito il titolo di direttore, con la specificazione della funzione (ad esempio, direttore del personale o direttore finanziario) o dell'unità organizzativa (ad esempio, direttore di sezione) che rientra nella sua responsabilità.

In generale si può dire che, salendo verso i livelli superiori, nel lavoro del dirigente d'azienda, tende a diminuire il tempo dedicato alla funzioni operative e gestionali, mentre tende ad aumentare quello dedicato alle funzioni di pianificazione, organizzazione e controllo.

### Rapporti tra proprietà e dirigenza
La letteratura e talvolta le norme in materia di gestione aziendale sottolineano l'opportunità che la dirigenza, ed in particolare l'alta dirigenza, risponda ad un organo collegiale di governo dell'azienda, tipicamente il consiglio di amministrazione, responsabile delle scelte strategiche e della nomina e controllo dei dirigenti. Se esponenti della dirigenza sono anche membri di questo collegio - come avviene di norma nelle società per azioni - viene considerato opportuno che al loro fianco siedano anche membri che non sono dirigenti (o, come si suol dire, non esecutivi) in modo da evitare conflitti d'interesse.

## La figura e l'attività del dirigente
Oggi la direzione aziendale è più complessa rispetto al passato in quanto le sfide da affrontare sono diverse e molteplici. Fondamentale è il ruolo del dirigente aziendale che utilizzando determinate strategie deve essere in grado di attuare lo sviluppo dell'azienda sia al suo interno sia in rapporto all'ambiente esterno definendo la missione e la visione aziendale.  Per attuare e sviluppare una corretta direzione aziendale il manager e i suoi collaboratori devono essere disposti a mettersi in gioco, a riflettere sul modo con cui gestiscono l'impresa, ad acquisire nuove abilità e a introdurre nuove tecniche di governo.
La direzione aziendale prevede un nuovo modo di concepire l'impresa, il dipendente, le relazioni di lavoro, il modello di guida, mettendo la parola fine agli estraniamenti del lavoratore dal prodotto, dal processo, dal cliente e dai profitti. Prevede inoltre lo sviluppo della responsabilità.
- facendo acquisire potere alle persone che operano nelle organizzazioni in condizioni svantaggiose (powerlessness).
- facendo acquisire un senso di padronanza e controllo sul proprio lavoro.
- sinonimo di delega, autorità, decentramento, partecipazione, responsabilizzazione, motivazione, fiducia, rispetto, discrezionalità e iniziativa.
- dando responsabilità e stimolare all'iniziativa, dare autorità appropriata.
- elevando partecipazione.
- determinando il coinvolgimento a tutti i livelli e sostenendo il vantaggio competitivo.
- attuando un controllo sul proprio destino.
- determinando l'accesso alle informazioni e alle risorse.[3]

### Le competenze del manager nella direzione aziendale
Una visione manageriale completa prevede che il manager e i suoi collaboratori sviluppino alcune competenze riguardanti:
- la gestione economica: è fondamentale conoscere gli impatti delle singole decisioni sui risultati aziendali e sulla reale creazione di valore, analizzando le relazioni tra i diversi ambiti della gestione;
- la leadership manageriale e la conoscenza delle tecniche di sviluppo di responsabilizzazione : una buona conoscenza del proprio ruolo manageriale aiuta a migliorare le capacità d'influenza positiva sui propri portatori di interessi, ed in particolare la capacità di motivare e coinvolgere i propri collaboratori;
- lo sviluppo delle performance management e l'allenamento al feedback: fondamentali nella relazione quotidiana con i collaboratori; valutare, comunicare e fornire risposte sono abilità utili per la crescita delle competenze e il miglioramento delle prestazioni;
- i metodi di gestione progettuale:  utili per una gestione ottimale dei progetti organizzativi;
- una visione strategica e una guida del cambiamento da applicare qualora fosse necessario. Il cambiamento richiede un processo sistematico che deve nascere dall'analisi delle performance di una organizzazione. Fondamentale è la scelta consapevole di soluzioni concrete e praticabili che possano consentire di innovare e guadagnare competitività;
- l'allenamento al pensiero sistemico : per la gestione dei processi e delle attività aziendali;
- la gestione dei conflitti: saper capire le differenti prospettive e reindirizzare le energie verso un ideale comune;
- le tecniche di direzione del personale: utili per gestire le performance e lo sviluppo delle abilità attraverso il coaching;
- la gestione delle competenze: così da poter fare un bilancio tra le competenze richieste e quelle possedute e poter intervenire sullo sviluppo;

### Creatività e innovazione: due elementi fondamentali nella direzione aziendale
Il manager all'interno dell'azienda deve essere in grado di sviluppare la creatività e l'innovazione. I due termini sono tra loro collegati in quanto la creatività è l'atto con cui si creano le idee mentre l'innovazione è la messa in pratica di tale idee attraverso la creazione di azioni e processi.
La creatività di un'organizzazione si manifesta nel momento in cui essa è in grado di modificare le proprie idee e i propri comportamenti in maniera attiva, cioè senza adattarsi passivamente alle situazioni, al mercato e all'ambiente esterno.
L'innovazione invece presuppone che l'impresa faccia buon uso delle risorse sia umane sia fisiche a disposizione per attuare una maggiore capacità di creare ricchezza. Il buon manager è colui che non solo detiene le risorse, ma colui che è in grado di utilizzarle per il benessere della singola impresa, della società e del territorio. Importanti riferimenti sul significato del concetto di innovazione sono stati fatti da Schumpeter, il quale indicò alcuni tipici momenti del processo innovativo.

## Le teorie sulla direzione aziendale

### Scientific Management (MTM)
Il procedimento si riferisce alla misurazione dei tempi e dei metodi, e "prevede la scomposizione di ogni operazione manuale nei movimenti di base necessari per attuare una esecuzione pratica". Ad ogni movimento verrà assegnato un tempo standard prestabilito, secondo la natura e le condizioni nelle quali essi vengono compiuti. Il manager originariamente era legato ad un'impostazione ingegneristico-tecnocratica, oggi invece, secondo le analisi dell'economista Keynes, il suo ruolo ha acquisito una gestione centrata principalmente su regole.

### Management per Istruzioni (MBI)
La tipologia di manager per istruzioni esercita le proprie mansioni attraverso le norme, questo metodo è chiamato direzioni per istruzioni. Le istruzioni a cui ci si riferisce serviranno per la prescrizione e il controllo dell'attività aziendale. La direzione per istruzioni viene identificata con la cultura dei principi e delle istruzioni.

### Management per obiettivi (MBO) Peter Drucker
Il metodo di direzione per obiettivi, proposto dallo studioso Peter Drucker dal quale cito:Peter Drucker Il potere dei dirigenti(tit. orig.: The practice of Management, 1954)

### Management per Progetti (MBP)
"Il manager è la professione che rende efficaci le istituzioni di una moderna società, poiché è la componente manageriale di ogni professione che permette alle persone che operano nelle istituzioni di essere efficaci" F.Malik. La teoria del Manager per progetti nasce dall'evoluzione del pensiero organizzativo. Attraverso l'analisi delle varie situazioni progettuali e delle specificità ambientali di lavoro innovativo ad esso connesso, si definisce la filosofia gestionale "per progetti" la quale caratterizza la metodologia di gestione progettuale nelle sue componenti (processi, organizzazione, comportamenti). L'obiettivo è quello di mostrare come la gestione progettuale sia un reale ed efficace strumento per l'apprendimento organizzativo e per uno sviluppo organico della managerialità in azienda. La capacità manageriale è la condizione più efficace con il quale l'azienda può sostenere le sfide competitive , dimostrando di saper gestire in termini strategici la complessità della tecnologia dell'informazione. L'attenzione è rivolta al modo di gestire integralmente processi e attività, rivolgendo particolare attenzione ai diversi ruoli, i quali possono sviluppare la condivisione di obiettivi sia specifici che generali dell'organizzazione.

## Strategie di miglioramento della direzione aziendale
Il termine action methodologies (tradotto liberamente come “metodologie attive di sviluppo manageriale e organizzativo”) comprende una serie di strategie e modalità di intervento che possono essere attivate nell'ambito della direzione aziendale, in un'ottica di potenziamento dello sviluppo manageriale e organizzativo.
Il principio, alla base delle strategie e modalità in questione, è che non può esistere apprendimento senza azione e che l'azione, d'altra parte, diventa un'occasione di apprendimento se inserita in un contesto appropriato. Dunque la conoscenza deriva dall'azione ed allo stesso tempo serve ad essa.
Costituendo le metodologie di sviluppo manageriale e organizzativo un insieme molto eterogeneo, risulta impossibile fornire un approccio coerente e unitario.
La classificazione delle metodologie è variabile e non trova sempre consensi da parte degli esperti. Facendo riferimento agli studi di Cecchinato e Nicolini, si possono evidenziare tra le varie metodologie, le seguenti:
- ricerca-intervento partecipativa, l'inchiesta cooperativa, l'action science, la formazione attiva (imparare facendo) (Brooks e Watkins, 1994),
- il soft system methodologies e la ricerca-intervento curriculare (Kemmis e McTaggart, 2000),
- lo sviluppo organizzativo e l'indagine elogiativa o apprezzativa (appreciative inquiry) (Raelin, 2000).[15]

### Metodologie: somiglianze e differenze
Le metodologie contenute nella classificazione ad opera di Cecchinato e Nicolini, presentano alcuni punti in comune, di seguito elencati:
- considerano l'azione partecipata allo stesso tempo un'occasione, un veicolo e un obiettivo dei processi di apprendimento
- sono accomunate dall'idea che la ricerca sia uno strumento produttore di conoscenza e di apprendimento e che il sapere possa essere considerato il risultato di un'attività pratica e di un processo attivo di ricerca
- pongono il focus d'attenzione sul concetto del cambiamento visto come obiettivo ed esito dell'attività di indagine e di sviluppo
- prediligono il lavoro di gruppo e la presenza di un facilitatore
- occupandosi di un'attività reale e che porta conseguenze ai partecipanti, si distinguono da ogni forma di esercitazione e simulazione

Per quanto riguarda le differenze, si può fare riferimento a 4 dimensioni che rendono diverse le varie metodologie , esse sono:
- il ruolo dell'ideologia: l'enfasi sul ruolo dell'ideologia varia in base ai diversi principi e moventi culturali ( ad esempio la ricerca partecipata è molto attenta all'ideologia, gli altri metodi meno)
- la sfera dell'intervento: le diverse metodologie sono indirizzate a realtà sociale diverse tra loro
- la profondità e l'ampiezza del cambiamento: le metodologie si applicano su dimensioni diverse (ad esempio sulle dimensioni socio-materiali o su quelle interpersonali e intrapersonali) e ciò influisce sul tipo di cambiamento prodotto
- il livello di rischio personale e organizzativo: il primo varia sia in base al livello di coinvolgimento sia in base alla visibilità del progetto.

## Altri significati
Il termine management si utilizza anche per identificare altri concetti:
- gestione nel senso più ampio ovvero l'insieme delle attività di governo e tenuta sotto controllo di un'organizzazione o componenti di essa;
- area tematica cui afferiscono le discipline e le metodologie mediante le quali si guida un'organizzazione.